# Tim Immers
Tim Immers (Haarlem, 25 april 1971) is een Nederlandse acteur, presentator en zanger. Hij kreeg bij het grote publiek vooral naamsbekendheid door zijn rol als Mark de Moor in de soap Goede tijden, slechte tijden.

## Levensloop
Immers was al jong bezig met acteren. Op de lagere school speelde hij de hoofdrol van Aras in ‘De Garnalenvisser’. Tijdens zijn middelbare school (mavo en havo) tijd speelde hij in televisiecommercials. Tijdens en na zijn middelbareschooltijd was Immers ook werkzaam in de confectie en de horeca.
Landelijke bekendheid verwierf Immers in 1992 met zijn rol als Mark de Moor in Goede tijden, slechte tijden. Daarnaast was hij presentator van De Rabo Top 40 van 1994 t/m 1996. Immers presenteerde verder het Veronica-programma Cracks of Kruks. Ook was hij samen met Cindy Pielstroom de presentator van Yorkiddin'. Dit was het kinderblok van de inmiddels niet meer bestaande zender Yorin.
Van oktober 1996 tot maart 2000 was hij te zien in de soapserie Onderweg naar Morgen, waarin hij de rol van Ravi Wertheimer vertolkte. Immers is actief als ondernemer, hij heeft een eigen productiemaatschappij en een managementbureau. Sinds 2006 is Immers te zien als presentator van het RTL 4-programma House Vision. Immers was een van de presentatoren van TV Makelaar van 2008 tot en met 2011.
In mei 2018 keerde Immers terug in de soap Goede tijden, slechte tijden; hij vertolkte wederom de rol van Mark de Moor.

## Privé
Immers is een zoon van voetballer en trainer Ted Immers (1941-2024). Hij trouwde met zijn vrouw Stella in oktober 2012. Hij heeft met haar een dochter.

## Televisie
| Televisie als acteur         | Televisie als acteur         | Televisie als acteur     |
| Jaar                         | Productie                    | Rol                      |
| ---------------------------- | ---------------------------- | ------------------------ |
| 1988                         | Kunst en Vliegwerk           | Marcel                   |
| 1992–1993 • 1995 • 2018–2019 | Goede tijden, slechte tijden | Mark de Moor             |
| 1997 - 2001                  | Onderweg naar Morgen         | Ravi Wertheimer #1       |
| Televisie als presentator    |                              |                          |
| Jaar                         | Productie                    | Opmerkingen              |
| 1994 - 1996                  | De Rabo Top 40               | Een van de presentatoren |
| 2001 - 2005                  | Yorkiddin'                   | Een van de presentatoren |
| 2006 - 2018                  | House Vision                 | Een van de presentatoren |
| 2008 - 2011                  | TV Makelaar                  | Een van de presentatoren |

## Discografie
Immers probeerde het ook een tijd als muzikant. Vanaf 1996 bracht hij diverse singles uit, zoals ‘Liever dan lief’ (een cover, het origineel is van Doe Maar) en ‘Roze bril’. Verder presenteerde hij het Pepsi Pop Festival in Ahoy, op de Megafestatie en de Miss Beach verkiezing. Sinds 2005 is Immers medepresentator van Boarding Now.

### Singles
| Single met eventuele hitnotering(en) in de Nederlandse Top 40 | Datum van verschijnen | Datum van binnenkomst | Hoogste positie | Aantal weken | Opmerkingen |
| ------------------------------------------------------------- | --------------------- | --------------------- | --------------- | ------------ | ----------- |
| Liever dan lief                                               | 1996                  | 6-4-1996              | 11              | 10           |             |
| Roze bril                                                     | 1996                  | 31-8-1996             | 22              | 5            |             |
| Vliegen zonder vleugels                                       | 1997                  | 2-8-1997              | tip22           |              |             |